# March of Empires
March of Empires (talvolta abbreviato in MoE) è un videogioco sviluppato dall'azienda francese Gameloft a partire dal 2015. È disponibile sui negozi online di PC, Play Store e su App Store gratuitamente.

## Modalità di gioco
Il gioco, ambientato in un ipotetico contesto medievale, si svolge in uno dei tanti regni presenti nel gioco, rappresentati come tante isole situate nella vastità del mare. Ogni isola, o regno, è popolato da un sempre crescente numero di giocatori, rappresentati ciascuno da un castello, il cui obiettivo principale è quello di sviluppare la propria città attraverso costruzione di nuovi edifici, addestramento di truppe e ricerca di nuove tecnologie.
A dominare su tutti, in ogni regno è presente un imperatore, cioè un giocatore che è stato in grado di acquisire quel ruolo attraverso conquiste e potere e che, una volta divenuto tale, potrà emanare leggi mondiali, inteso su tutto il territorio del regno, alle quali gli altri giocatori dovranno sottostare, inoltre l'Imperatore sarà circondato da 5 seggi, ovvero una sorta di consiglio formato da altri giocatori che hanno conquistato quel ruolo e che potranno offrire consiglio oppure opporsi al sovrano.
Gli stessi giocatori potranno, poi, riunirsi in alleanze e progredendo nel gioco, svolgendo missioni, incarichi e altri processi di vario tipo, come ricerca e costruzione, otterranno potere, l'indice dei punti di ogni singolo giocatore, una sorta di prestigio ad indicare la forza di ognuno.
Le Modalità d'attacco saranno di tre tipologie:
- Attacco: un attacco vero e proprio 1-VS-1 tramite una spedizione di truppe dal proprio castello a quello dell'avversario;
- Blitz: una serie di attacchi portati avanti dal giocatore, assieme ad altri membri della sua stessa alleanza, contro un bersaglio preciso. Le caratteristiche sono principalmente il Timer stabilito per la partecipazione agli attacchi e l'obiettivo di indebolire un nemico più forte;
- Esplorazione: in base alle proprie abilità e potenza si avrà a disposizione un certo numero di esploratori utili ad individuare la presenza di truppe, risorse e difese all'interno del castello bersaglio;

## Fazioni e vantaggi
Il giocatore, una volta ottenuto l'accesso al gioco, avrà la possibilità di scegliere per quale fazione schierarsi tra le 3 disponibili:
- Fazione del re, stemma blu: "possenti cavalieri con armature di ferro e maestri di spada";
- Fazione del sultano, stemma giallo: "furiosi guerrieri con lance, guardiani della conoscenza del passato";
- Fazione dello zar, stemma rosso: "cavalieri eroici abituati a vivere e morire in sella ai propri destrieri";
- Fazione dello shogun, stemma verde: "guerrieri feroci e autodisciplinati che non hanno paura in battaglia";

In base alla scelta che si farà si avranno a disposizione diversi tipi di unità tra le truppe ed edifici, ma più che per utilità si noteranno differenze principalmente nell'aspetto di questi, quanto nell'impiego, tuttavia la particolarità che distingue la propria scelta sarà quella che garantirà una serie di bonus extra su truppe, risorse e sviluppo della città.

## Territori e alleanze
I giocatori riuniti in alleanze, ovvero grossi gruppi di giocatori uniti "sotto una stessa bandiera", potranno a loro volta accordarsi per attaccare altre alleanze, nemiche o neutrali, estendendo il proprio dominio in tutto il territorio. Nel regno saranno presenti delle capitali, alcune già in mano ad alcune alleanze, altre invece in mano a singoli giocatori o alla CPU, considerate quindi neutrali. In base alla forza dell'alleanza si potranno attaccare capitali di pari livello cercando di conquistarle, poi si potranno sviluppare gli edifici-bonus della regione sottoposta a quella stessa capitale, elencati così:
- Gilda dei muratori;
- Stalla;
- Tempio;
- Cassaforte;
- Stazione commerciale;

## Risorse e produzione
All'inizio ogni giocatore avrà una buona quantità di risorse disponibili che, tuttavia, andranno incrementate dallo stesso durante lo sviluppo del gioco poiché i costi di ogni settore aumenteranno sempre di più. Esse verranno contenute nei magazzini, in parte saranno addirittura protette dagli assalti degli altri giocatori in base al livello dei magazzini stessi ed al loro numero. Ecco un elenco delle risorse di gioco:
- Oro: non è propriamente una risorsa, bensì un bene da spendere attentamente vista la sua rarità ed il fatto che potrà essere ottenuto solo completando incarichi e missioni un po' alla volta;
- Argento: prodotto negli alloggi, sarà la risorsa presente in quasi tutte le spese del gioco, difatti se non sarà impiegato nella costruzione servirà per l'addestramento di truppe o per lo sviluppo della ricerca;
- Cibo: utile per la manutenzione, o per meglio dire il sostentamento, delle truppe e per alcune piccole spese di costruzione o ricerca. Viene prodotte dalle fattorie nel castello;
- Legna: utile per la costruzione e per l'addestramento di alcune truppe. Viene prodotta dalle segherie nel castello;
- Pietra: utile per la costruzione e per l'addestramento alcune truppe. Viene prodotta dalle cave di pietra nel castello;
- Ferro: utile per la costruzione e per l'addestramento alcune truppe. Viene prodotto dalle cave di ferro nel castello.
- Acciaio: serve a potenziare truppe e difese al livello 6. Non è una risorsa che si produce ma si può trovare in bauli, eventi o pacchetti a pagamento.

Sarà inoltre disponibile ottenere queste risorse, ad eccezione dell'oro e dell'acciaio, tramite le spedizioni di truppe verso questi stessi luoghi di produzione, ma disponibili a tutti i giocatori in luoghi casuali e sempre diversi in tutto il territorio.

## Truppe e addestramento
Tutte le truppe del gioco potranno essere addestrate nelle caserme costruite all'interno del proprio castello, tuttavia con l'espansione della propria alleanza si avrà accesso ad edifici speciali in cui reclutare truppe uniche, più forti e di caratteristiche differenti, in base ancora alla propria scelta di fazione. Ecco le categorie disponibili nelle comuni caserme:
- Spadaccini: abili contro i lancieri, ma deboli contro la cavalleria;
- Lancieri: abili contro i cavalieri, ma deboli contro gli spadaccini;
- Unità a cavallo: abili contro gli spadaccini, ma deboli contro i lancieri;
- Unità a distanza: si tratta di arcieri e unità da schermaglia, abili contro tutte le truppe, in minor misura contro i cavalieri, finché non entrano in contatto con queste in lotte di mischia dove si trasformano nelle unità più deboli;
- Unità d'assedio: si tratta di mezzi e macchine d'assedio, forti contro unità pari ad esse e contro le difese dei castelli, ma sono deboli contro tutte le altre categorie di unità;

Ognuna di queste categorie possiede sei sottocategorie, ossia possiede altre unità oltre a quelle iniziali che raggiungono un massimo di livello pari a sei e che si otterranno con svariati costi di ricerca, sviluppo ed ulteriori risorse.
Per quanto riguarda le Unità della Fazione, sono due tipi:
- Fazione primaria
- Fazione secondaria

Le unità della fazione sono unità peculiari e solitamente più forti ed efficaci. Esse variano in base alla fazione del proprio castello (vedi paragrafo sulle fazioni) e sono tutte unità per il combattimento corpo a corpo tranne l'unità secondaria della fazione del re, che attacca a distanza. Queste unità hanno un costo di addestramento molto superiore alle unità normali, e se ne possono usare un numero limitato in ogni battaglia. Le primarie sono poco utilizzate dai giocatori, che favoriscono le secondarie in quanto più efficaci e anche costose. Oltre ad addestrarle per possederne, si può anche potenziare il loro livello, sbloccando bonus di guerra maggiori. Il livello fazione massimo è pari al livello massimo del castello, che ogni tanto viene alzato. Il costo per potenziare il livello fazione è spesso molto alto e comporta un dispendio alto di risorse da parte del giocatore, ma ne vale la pena per i bonus da sbloccare.

## Edifici e costruzioni
Durante il gioco si avrà la possibilità di ingrandire e potenziare la città con spese e costi sempre maggiori, ma guadagnando potere e acquisendo risorse si potranno sbloccare alcune aree, inizialmente bloccate, all'interno del castello stesso, le quali prendono il nome di distretti, disponibili nel seguente ordine:
- Distretto principale: disponibile dall'inizio del gioco;
- Distretto dell'Accademia: disponibile portando il livello del castello a 5, sbloccherà la possibilità di sviluppare la ricerca;
- Distretto del Tempio: disponibile portando il livello del castello a 10, sbloccherà la possibilità di curare le unità;
- Distretto della Caserma Reale: disponibile portando il livello del castello a 15, sbloccherà la possibilità di addestrare truppe migliori e nuove in base alla fazione;
- Distretto delle Segrete: disponibile portando il livello del castello a 20, sbloccherà la possibilità di addestrare spie e simili per attività segrete;